# Владимир Милосављевић
Владимир Милосављевић (Београд, 1951 — Минхен, 16. јануар 2023) био је српски диригент и композитор православне духовне музике.
Познат је као композитор са ријетким талентом, који је у својим композицијама успио да сачува особеност духовне православне музике.
Налази се на листи „Десет најуспјешнијих Срба у Минхену”.

## Биографија
Завршио је компоновање и дириговање на Музичкој академији (од 1973. Факултет музичке уметности) у Београду. Након студија, посветио се компоновању православне духовне музике. Његова хорска дјела, а прије свега „Псалам 86”, „Покајничка молитва”, „Молитва Давидова” и „Херувимска песма” успјешно су извођена у Европи и САД.
Композицију „Покајничка молитва”, писану за солисту и мјешовити хор на стихове шестог псалма, овјековјечили су солиста Владо Микић, бас, и „Прво београдско певачко друштво” на ЦД-у „Сила крста”, објављеном поводом осам вијекова Хиландара.
Пуних 14 година водио је најстарији београдски хор - „Прво београдско певачко друштво”, а двије године „Београдски свештенички хор”. Године 1989. основао је Камерни хор „Свети Ђорђе”, а годину касније и „Хор српске Патријаршије”„. У име Српске православне цркве, 1992. године основао је црквене хорове у неколико градова Њемачке - Берлину, Дизелдорфу, Хамбургу, Нинбергу, Минхену и Штутгарту.
Од три црквена хора, једино је нинбершки хор „Свети Ћирило и Методије” (солисткиња Милина Ђокић) остао црквени. У Штутгарту је при друштву „Морава” основано „Прво српско певачко друштво” (солисткиња Вера Греговић), а у Минхену хор „Сингидунум” (солисткиња Вера Белмер). Хорови „Свети Ћирило и Методије” и „Прво српско певачко друштво” прославили су 2018. године 20 година постојања, док је духовни хор „Сингидунум” своје прве двије деценије рада прославио у новембру 2019.
На концертима и великим наступима посебну снагу пјевачима дају солисти, професионални музичари Вера Белмер, Драгана Драгојловић и Маријана Гојковић, сопрани, као и Петар Бојко, баритон. Сви хорови диригента Владимира Милосављевића изводе дјела свјетских класика. Мокрањчеве руковети су посебно за њемачку публику веома интересантне.
Поред бројних концерата духовне музике, радио је и за неколико радио програма, снимљених у сарадњи са Гораном Бреговићем.
Након Стевана Мокрањца, Владимир Милосављевић је први српски композитор који је написао комплетну Литургију Светог Јована Златоустог.
Владимир Милосављевић познат је и по нумерама из филмова „Џипси лајф“ и „Аризона Дрим“. Године 2019, њемачки Класик-радио уврстио је хор „Сингидунум” у првих 20 хорова Њемачке.
Преминуо је 16. јануара 2023. године у Минхену.